# Takaya Tsubobayashi
Takaya Tsubobayashi (ur. 5 czerwca 1971 roku w Kanagawa) – japoński kierowca wyścigowy.

## Kariera
Tsubobayashi rozpoczął karierę w wyścigach samochodowych w 1997 roku od startów w Japońskiej Formule 3, gdzie jednak nie był klasyfikowany. W późniejszych latach pojawiał się także w stawce All-Japan GT Championship, World Series by Nissan oraz Super GT Japan. W swoich zmaganiach w Super GT Japan tylko w jednym sezonie punktował. W 2006 roku sześć punktów dało mu 28 pozycję w klasyfikacji generalnej.
W World Series by Nissan Japończyk wystartował w sześciu wyścigach z ekipą Gabord Competición, nigdy jednak nie zdobywał punktów.